# Liste der denkmalgeschützten Objekte in Kaničky
Liste der denkmalgeschützten Objekte in Kaničky

Grundlage dieser Liste der denkmalgeschützten Objekte in Kaničky ist die ÚSKP-Liste (Ústřední seznam kulturních památek České republiky, deutsch Zentrale Liste der Kulturdenkmäler der Tschechischen Republik), die von der tschechischen Denkmalschutzbehörde NPÚ (Národní památkový ústav, deutsch Nationale Denkmalbehörde) seit 1987 geführt wird und an die seit dem Jahr 1850 geschaffenen Listen anschließt.

## Denkmalgeschützte Objekte nach Ortsteilen

### Kaničky
| Lage                 | Objekt     | Beschreibung           | ÚSKP-Nr.                  | Bild |
| -------------------- | ---------- | ---------------------- | ------------------------- | ---- |
| Kaničky 8 (Standort) | Bauernhaus |                        | 19167/4-2108 Info Katalog | BW   |
| Kaničky 9 (Standort) | Bauernhaus | davon nur der Speicher | 18286/4-2109 Info Katalog | BW   |
| Kaničky 1 (Standort) | Bauernhaus | davon nur der Speicher | 46777/4-2107 Info Katalog | BW   |